# Mercedes-Benz O303
Il Mercedes-Benz O303 è un modello di autobus interurbano costruito dalla Mercedes-Benz tra il 1974 e il 1992.

## Storia
Il Mercedes-Benz O303 è stato presentato al pubblico nel 1974 al Salone dell'Automobile di Parigi per rimpiazzare il Mercedes-Benz O302.
Nel 1985 fu il primo autobus ad offrire il sistema anti-bloccaggio (ABS).
Ne vennero costruiti circa 33 000.
Nel 1991 inizia la produzione del suo successore, il Mercedes-Benz O404, e nel 1992 termina la produzione del Mercedes-Benz O303.